# ファイトレメディエーション
ファイトレメディエーション（phytoremediation、植物による環境修復）とは、植物が気孔や根から水分や養分を吸収する能力を利用して、土壌や地下水、大気の汚染物質を吸収、分解する技術。
植物の根圏を形成する根粒菌などの微生物の働きによる相乗効果で浄化する方法も含む。バイオレメディエーションの一種。

## 概要
近年、日本では廃棄物の最終処分場の残余年数が少なくなっている。そのため従来の物理的処理や化学的処理によって出される、大量の汚染廃液・汚染土壌の処分地確保が今後難しくなると言われている。
環境問題の対策には、環境汚染の防止（Prevention）、環境汚染の修復（Remediation）、また、環境汚染の制御（Regulation）などがあるが、環境汚染と植物との関係にも種々の視点がある。
ファイトレメディエーションをはじめとするバイオレメディエーション技術は、このような問題の新しい解決方法として注目を浴びている。ファイトレメディエーションの能力を上げようと、各大学や研究所では、遺伝子組み換えによる方法・キレート剤添加による方法・農薬を使う方法等、幅広いアプローチから取り組みが行われている。

## 対象物質
ファイトレメディエーションの標的は大きく分けて、土、水、空気である。植物利用による土壌汚染や地下水汚染の修復は、現在一部で行われている。米国では根圏の微生物との協同作用を利用した修復が実用化へ向けて実施されている。土壌・地下水汚染に関しては、石油による汚染（polyaromatic hydrocarbon（PAH）やtotal petroleum hydrocarbon（TPH））やTCE（trichloroethylene）と重金属による汚染が主な対象である。また、大気汚染浄化の主たる標的は窒素酸化物、オゾン、ダイオキシンなどである。
対象となる有害物質はカドミウム、鉛などの重金属や、窒素酸化物（NOx）、硫黄酸化物（SOx）などの大気汚染物質の他、ヒ素、リン、セレン、トリクロロエチレン、窒素化合物、環境ホルモン、またウランをはじめとする放射性物質などであり、非常に多種多様な汚染物質を吸収できる。以下に詳細を記述。

### カドミウム、鉛、ヒ素
カドミウム、鉛、ヒ素は生物への強い毒性を持つが、植物の中にはこれらに耐性を持つものが存在し、汚染された土壌に耐性植物を植える事で根から有毒物質を吸収させて回収する方法が検討されている。
カドミウムは化学的形態によって植物の吸収効率が異なる。日本の土壌ではカドミウム濃度が高い傾向がある。現在、日本ではカドミウム含量0.4ppm以下の玄米しか食用では販売できない。
アブラナ科のセイヨウカラシナ（Brassica juncea）やグンバイナズナの一種のAlpine Penny-cress（Thlaspi caerulescens）は、重金属耐性であり、根から地上部に吸い上げる能力の高い高蓄積（Hyperaccumulator）植物として注目される。汚染地域で修復に用いられた例も報告されている。重金属を溶解させ植物の吸収を高めるためチオシアン酸アンモニウム塩の使用が試みられている。
これらの植物がなぜ重金属を高蓄積するのか、その機構はほとんど不明だが、取り込まれた重金属イオンが細胞内のファイトケラチン、リンゴ酸、クエン酸、ヒスチジンなどとキレート化合物を形成し、無毒化されると考えられている。なお、T. caerulescensには様々な耐性化機構があると知られる。例えば、T. caerulescensのトノプラスト（tonoplast：液胞膜）局在型の重金属ATPase 3（heavy metal ATPase 3）が、Cdなどの重金属耐性に直接関与することが判明している。 
なお、耐性植物のほとんどはバイオマスが小さく一度に回収できる有毒物質の量が限られるといった問題がある。特に重金属に耐性が強く鉱脈の存在を示唆することから金山草としても知られるイヌワラビの一種のヘビノネゴザ（Athyrium yokoscense）やイノモトソウの一種のモエジマシダ（Pteris vittata）などは極めて強い重金属耐性を示すのだが、シダ植物であるため根系の発達が悪く、環境浄化には必ずしも適しない。土壌浄化植物として望まれる性質は以下の通り。
1. 根系が良く発達し、土壌中から広く有害物質を吸収
2. 地上部へ汚染物質を転流
3. 地上部に高濃度で無毒な形で蓄積
4. 高濃度で総量を多く蓄積

そこで、遺伝子組換えによる高バイオマス植物の有毒物質耐性の強化も試みられている。突然変異体の解析から、植物はファイトケラチンを有毒物質（カドミウム、鉛、ヒ素）と結合させて有毒性を抑えた後に液胞へと隔離する事がわかっており、これらの耐性機構の強化や、ファイトケラチンの前駆体であるグルタチオンと有毒物質（カドミウム、鉛）の複合体を液胞へと輸送するトランスポーターの導入などが既に試みられている。グルタチオンは、グルタミン酸とシステインからγ-グルタミルシステイン合成酵素によるγ-グルタミルシステインを経て、γ-グルタミルシステインとグリシンからグルタチオン合成酵素によって作られる。更に、複数のグルタチオンからファイトケラチン合成酵素によって作られる。そこで、前駆体であるシステインの合成を強化したり、γ-グルタミルシステイン合成酵素やグルタチオン合成酵素やファイトケラチン合成酵素の合成を促進して耐性強化が試みられている。

### 有機水銀
土壌中の有機水銀は、バクテリアによって無機化され還元されて金属水銀として大気中に気化・放出される。この機構を植物に導入して土壌を浄化する研究もある。バクテリア由来遺伝子である、水銀イオン還元酵素をコードしたmerAと有機水銀脱離酵素をコードしたmerBを植物で発現させて、植物を水銀耐性にし土壌を浄化する研究が進んでいる。なお、水銀を大気中に放出するのではなく、有機水銀を水銀イオンにする有機水銀脱離酵素をコードしたmerBと水銀イオンを含む重金属イオンをキレートできるタンパク質であるメタロチオネインの遺伝子をプラスチドに導入して、水銀を植物中で無毒化し貯蔵する研究も進んでいる。

### セシウム
1950年代から実施され現在は禁止されている大気圏内核実験による放射性核種の飛散や、チェルノブイリ原子力発電所事故、福島第一原子力発電所事故による放射能漏れで問題になるのが、半減期がおよそ30年と長いセシウムである。セシウムに対するファイトレメディエーションはヒユ科のアマランサスや上述の西洋カラシナ、ヒマワリ等で試されているが、土壌中のミネラル分と強固に結合するために回収は難しく、実用には到っていない。
これまでの研究結果では土壌や栽培法によってセシウムの蓄積率が大きく異なると判明したが、参考文献に示される屋外実験において多く蓄積する場合でも、セシウム量は植物体の乾燥重量キログラムあたり数千ベクレルが一般的である。

### リン
生活排水や畜産排水にはリンが含まれ、それらの多くは回収される事なく海または湖沼に流れ着く。特に湾や湖沼といった閉鎖性水域では蓄積したリンが富栄養化を引き起こし、深刻な環境破壊をもたらしている。
リンの回収方法の一つとしてファイトレメディエーションが提案されており、植物種子中の主なリン貯蔵形態であるフィチン酸を植物体全体で合成、蓄積する植物の作出などが試みられている。

### 大気中の炭化水素の浄化
大気中の炭化水素を植物で発現させたシトクロムP450で浄化する研究が進められている。トリクロロエチレンやクロロホルムやベンゼンの浄化が観察されている。

### 大気中の窒素酸化物の浄化
窒素酸化物NOxは植物に被害を余り与えない。この点は動物とは大きく異なる。動物では肺などで水分と反応して硝酸イオン NO3-や亜硝酸イオン NO2-になる。そして、動物はこれらを変換して利用したり、解毒するための系が弱い。これに対して、植物は根から吸収した硝酸イオンや亜硝酸イオンをアンモニウムイオンNH4+に変換して利用する系が発達しており、それを気孔から取り入れたNOxにも応用できる。この大気中のNOxを窒素肥料として利用する能力は、種間や種内でも1,000倍程度の差がある。そこで、これらの窒素同化に関与する酵素、硝酸還元酵素や亜硝酸還元酵素を強化する研究が進められている。

## メリット・デメリット
従来の機械装置に比べ低コストで低濃度・広範囲の処理が可能という利点がある。
植物の蒸散（evapotranspiration）能力は、土壌の水を除去する強力かつ安価なポンプとなる。廃棄物を埋めた盛り土の上層部に植物を栽植し、雨水が廃棄物相に染み込まないよう雨水を大気中に「ポンプアップ」できる。この方法は、単純だが、安価で確実である。
ただし、欠点としては、運用期間が数カ月～数年～数十年と長いこと、自然環境に左右され管理も煩わしいことがある。さらに、根系の届かない部分には対処できない。